# 日本史探訪
『日本史探訪』（にほんしたんぼう）は、NHK総合で1970年4月8日から1978年2月28日まで放送されたテレビ番組である。

## 概要
本番組はNHK・民放を通じ初めて毎週定時の歴史番組としてスタートした。なじみの深い日本史の出来事や人物をテーマとする歴史番組であった。テーマにふさわしい歴史作家などをゲストに迎え、ゲストによるユニークな独自視点を現地取材で検証し、放送する。1975年度までは週1回30分の『日本史探訪』、1976年度からは月1回45分の『新日本史探訪』に改題し、テーマの幅を広げて放送した。

## 基礎情報
日本史探訪
- 放送期間：1970年4月8日 - 1976年3月27日
- 放送時間
  - 1970年度：水曜 22:10 - 22:40／木曜 17:05 - 17:35
  - 1971年度：水曜 22:10 - 22:40／土曜 23:15 - 23:45
  - 1972年度：土曜 22:00 - 22:30／木曜 14:30 - 15:00
  - 1973年度：土曜 22:00 - 22:30／金曜 14:30 - 15:00
  - 1974 - 1975年度：土曜 22:00 - 22:30／金曜 16:05 - 16:35

新日本史探訪
- 放送期間：1976年4月27日 - 1978年2月28日
- 放送時間：最終火曜 22:15 - 23:00

## 主なテーマ

### 日本史探訪
- 二つの信長像 - 第1回放送[3]
- 関ヶ原
- 西郷隆盛
- 吉田松陰
- 宮本武蔵
- 水戸黄門
- 大岡越前守
- 渡辺崋山
- 弘法大師
- 楠木正成
- 足利尊氏
- 謙信と信玄
- 高山右近
- 親鸞
- 山田長政
- 咸臨丸
- 大黒屋光太夫
- 天正少年使節
- 幕末琉球伝
- 斎藤道三
- 大村益次郎
- 葛飾北斎
- 太田道灌
- 支倉常長
- ペリー提督
- 伊能忠敬
- 雪舟
- アメリカ彦蔵
- 前田利家
- じゃがたらお春
- 朱印船
- 会津落城
- 上杉鷹山
- 福島正則
- 高山右近

### 新日本史探訪
- 中尊寺
- 鎌倉
- 早すぎた官軍
- 天保水滸伝
- 天の岩戸考
- 江戸の町絵師
- 幕末南島秘話
- 日光東照宮
- 瀬戸内水軍

## 受賞歴
- 1970年度テレビ大賞優秀番組賞[4]
- ギャラクシー賞[4]
- 日本視聴者会議優秀番組表彰[4]

## 書籍化
角川書店から書籍として刊行された。企画は角川歴彦。 ただし「古代編」は番組とは関係なく、雑誌『野性時代』に掲載されたものである。 
- 日本史探訪 第1集 - 第17集（1971 - 1976）
- 日本史探訪 別巻 古代編 1 - 2（1975）
- 新日本史探訪 第1集 - 第2集（1977 - 1978）

のち、角川文庫から再刊（1983 - 1985）
- 日本史探訪

1. 日本人の原像
2. 古代王国の謎
3. 律令体制と歌びとたち
4. 大仏開眼と平安遷都
5. 藤原氏と王朝の夢
6. 源平の争乱
7. 武士政権の誕生
8. 南北朝と室町文化
9. 戦国の武将たち
10. 信長と秀吉をめぐる人々
11. キリシタンと鉄砲伝来
12. 関ケ原と大坂の陣
13. 幕藩体制の軌跡
14. 江戸期の芸術家と豪商
15. 戯作と俳諧
16. 国学と洋学
17. 講談・歌舞伎のヒーローたち
18. 海を渡った日本人
19. 開国か攘夷か
20. 幕末に散った火花
21. 菊と葵の盛衰
22. 幕末維新の英傑たち

のち、さいとう・たかをにより漫画化（角川書店・角川コミックス、1989 - 1991)
- 日本史探訪 戦国時代

1. 覇を競う戦国大名
2. 奇想の天才と転換の時代
3. 天下人秀吉の夢と現実
4. 乱世に終止符をうった男
5. 大航海時代と戦国日本

- 日本史探訪 幕末維新

1. 海からの砲声
2. 漂流する日本
3. 弾ける青春群像
4. 敗れざる者たち
5. 「明治」への疾走

のち作家別に再編集されて文庫刊行（角川文庫、1999）
- 司馬遼太郎の日本史探訪 司馬遼太郎 [著]
- 松本清張の日本史探訪 松本清張 [著]
- 永井路子の日本史探訪 永井路子 [ほか述]